# Церезиозавр
Церезиозавр (лат. Ceresiosaurus) — род вымерших рептилий из надотряда завроптеригий, отряда синаптозавров, подотряда нотозавров.

## Открытие и систематика
Название церезиозавра означает «Ящер из Церезио» (Церезио (итал. Ceresio) — это итальянское название швейцарского озера Лугано). Останки церезиозавра находят в Европе, впервые их нашёл палеонтолог Бернхард Пейер в 1931 году, на горе San Giorgio. Конкретно тот вид, останки которого он обнаружил, он описал и назвал Ceresiosaurus calcagni. В последующие годы, до 2004 года, было найдено ещё восемь экземпляров, что натолкнуло специалистов на существование ещё одного вида — Ceresiosaurus lanzi.
Церезиозавр принадлежит к нотозаврам, и является близким (но в то же время гораздо более крупным) родственником лариозавра. Учёный Оливье Риппель даже считает церезиозавра синонимом этого рода.

## Общие сведения
Обитало это животное на нашей планете в эпоху среднего триаса, примерно 240—230 миллионов лет назад, в западноевропейских озёрах.
Церезиозавр был одним из крупнейших нотозавров: общая длина его составляла 3—4 метра. Выглядел он довольно нелепо, он имел необычное строение: длинный мускулистый хвост, а лапы его превратились в длинные ласты с удлинёнными фалангами пальцев, напоминая плавники появившихся впоследствии плезиозавров. Голова его была совсем крошечной, череп, будучи самым коротким черепом среди всех нотозавров, составлял примерно одну десятую от общей длины животного, в то время как шея — одну четверть. На туловище и хвост приходилось по одной трети общей длины.
Передвигался церезиозавр, змееобразно изгибая своё туловище и помогая себе конечностями, которыми он двигал, вероятно, похожим на современных пингвинов образом. Хвост его служил рулём и позволял быстро менять направление движения.
Исследования показали, что церезиозавр весил порядка 80 килограммов. В сезон размножения самки церезиозавров выбирались на берег, чтобы отложить там яйца и закопать в песок, несмотря на то, что на суше церезиозавры были медлительными и могли лишь только ползти, как тюлени.
В ноздрях церезиозавров были специальные железы, которые помогали удалять из дыхательных путей излишки соли, попадавшие туда при передвижении в воде. Избавлялся он от соли, чихая при плавании, что позволяло поддерживать нормальный солевой обмен в организме.
В желудке церезиозавров были найдены останки более мелкой морской рептилии, пахиплеврозавра, что придает уверенности в той теории, что церезиозавр был весьма проворным пловцом. Также он питался рыбой. Вероятно, он ловил её так: сначала широко раскрывал пасть, рыба вместе с большим количеством воды попадала туда, затем он закрывал зубы, тем самым оставляя узкие щели, сквозь которые вода вытекала обратно. Рыба при этом оставалась и позже проглатывалась.